# Kemble
Kemble és un municipi del Regne Unit, que pertany al comtat de Gloucestershire (Anglaterra), conegut per ser el poble més proper al naixement del riu Tàmesi. El districte electoral i administratiu (ward) de Kemble inclou aquest municipi més Frampton Marshall. L'altre aspecte destacat de Kemble és el seu aeroport que dona feina a 650 persones.

## Geografia
El territori de Kemble és eminentment pla, encara que es troba en una zona elevada: el nord dels Cotswolds. Per la seva bellesa i les característiques úniques, els Costwolds han estat designats àrea natural que cal preservar.
Coincidint amb la línia del ferrocarril es pot veure una falla del Juràssic.

## Història

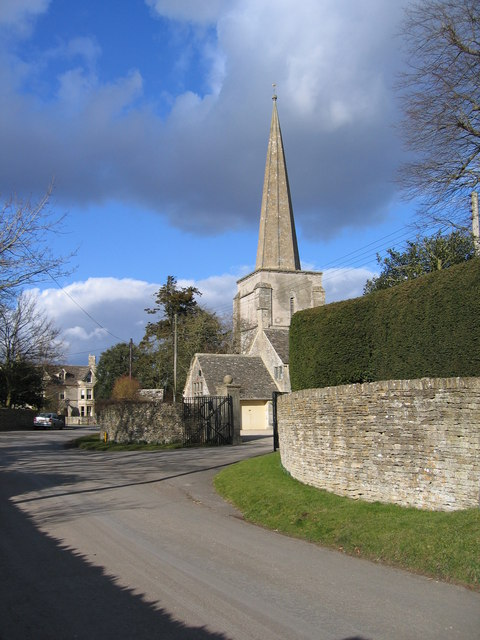
L'església de Tots Sants

Kemble ja va estar poblat en època anglosaxona L'any 682 Caedwalla, rei de Wessex, va donar les terres de Kemble a Aldhelm, l'abat de Malmesbury. En l'època normanda es va construir una església de pedra, entre l'any 1100 i el 1250. Aquesta església està dedicada a Tots els Sants però només se'n conserva una portalada del 1250, la part superior del campanar es va afegir el 1450. El 1823 una tempesta amb llamps va malmetre l'edifici i va ser restaurada el 1872. Hi havia una altra església més petita en un indret del poble anomenat Ewen, que durant les obres de restauració es va desmuntar pedra a pedra i es va afegir com a capella de la principal.
Al costat de l'església hi ha un teix que data de l'època anglosaxona i on es diu que van lligar els seus cavalls els caps rodons, nom amb què eren coneguts alguns puritans partidaris del parlament durant la guerra civil anglesa.

## Administració
Per tal d'unir recursos, es va crear el districte Thames Head (El naixement del Tàmesi) en el qual estan inclosos diferents nuclis de població dispersos: Kemble, Ewen, Poole Keynes, Somerford Keynes, and Shorncote. Des del 2001 també estan inclosos: Coates, Rodmarton, Sapperton, Tarlton i Frampton Mansell.

## Aeroport

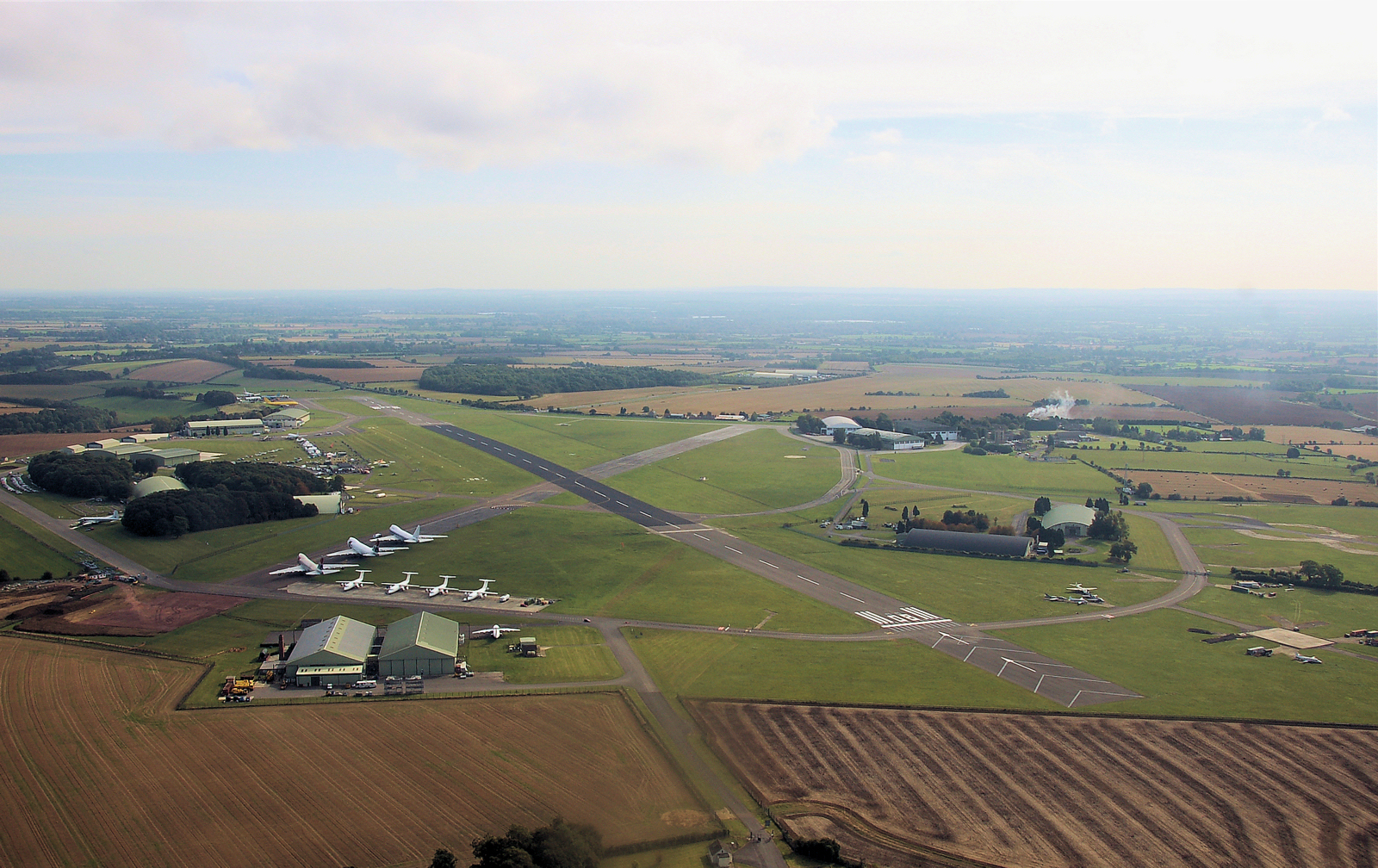
Aeroport Costwold

L'aeroport Cotswold, que anteriorment s'anomenava Kemble Airport està en un extrem del municipi i pertany a l'exèrcit britànic on va haver del 1966 fins al 1983 un destacament anomenat Red Arrows (fletxes vermelles) on entrenaven per fer vol acrobàtic. Quan els Red Arrows es van traslladar a la base de RAF Scampton, aquest aeroport i els seus hangars els va fer servir l'exèrcit per al manteniment d'avions, però també el lloguen per emmagatzematge de material de companyies aèries, per a ultralleugers i per al l'ús de propietaris particulars d'avionetes. Anualment es fan dues exhibicions. En aquests hangars els amants dels models antics hi han reconstruït models de Delta Jets, per exemple el Hawker Hunters. L'empresa Bristol Aeroplane Company hi va tenir un museu fins al 31 de maig del 2012.
Hi ha un altre camp d'aviació a tres milles (5 km) al nord-oest, anomenat Aston Down que antigament pertanyia a la RAF però que ara és el Cotswold Gliding Club.

## Altres serveis

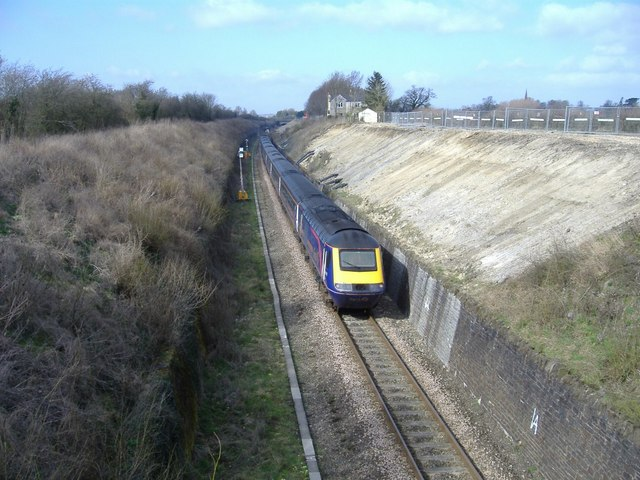
Tren a punt d'arribar a l'estació de Kemble.

Per l'estació de ferrocarril de Kemble passen trens que enllacen directament amb Swindon i Londres (estació de Paddington) en una direcció i amb Gloucester i Cheltenham en l'altra direcció. Kemble va ser fa temps una important estació per fer transbord i enllaçar les dues línies. La ínia Golden Valley que va de Swindon a Cheltenham travessa el municipi i altres línies radials procedents de Cirencester i Tetbury enllacen aquí. Actualment, encara que les línies radials es van desmantellar en la dècada del 1960, l'estació de Kemble segueix tenint importància per als passatgers que venen de Cirencester i Tetbury.
L'escola municipal té uns 100 alumnes, el 80 % dels quals són de famílies nadiues i la resta són fills de treballadors de l'aeroport. Hi ha un pub, anomenat The Tavern, proper a l'estació. Hi ha un local que serveix d'oficina de correus i alhora de botiga d'articles de primera necessitat.
A Kemble està la seu del Grup d'Arqueologia dels Costwolds, on poden participar voluntaris sota les seves ordres. De moment s'han fet excavacions al cementiri on hi ha tombes de l'època anglosaxona pertanyents a homes rics.
Això ha servit per estudiar com feien els enterraments els anglosaxons pagans; curiosament un dels individus trobats tenia els peus tallats i separats del cos.

## El naixement del Tàmesi
La deu d'on tradicionalment s'ha dit que neix el Tàmesi està a 1,2 km del centre del poble i s'anomena Thames Head, («El Cap del Tàmesi»). Aquesta deu té un flux irregular i durant els mesos d'estiu està seca, és per això que alguns geògrafs consideren que Seven Springs, on brolla el primer afluent del Tàmesi, el riu Churn, és el veritable naixement. Per altra banda, el Departament de Medi Ambient (Environment Agency), l'Agència Nacional de Cartografia (Ordnance Survey) i altres autoritats diuen que el lloc on neix el Tàmesi és un prat anomenat Trewsbury Mead sense concretar el nom de la deu.
Com que els visitants sovint trobarien la deu seca i no s'adonarien on estan, al costat de Thames Head hi ha una pedra commemorativa que posa aquest nom i una taverna que s'anomena igual.